# Sint-Margarethakapel (Flohimont)
De Sint-Margarethakapel (Frans: Chapelle Sainte-Marguerite) is een rooms-katholieke kapel in het gehucht Flohimont ten zuiden van Fromelennes in het Franse departement Ardennes. De kapel valt binnen de parochie La Pointe welke deel uit maakt van de pastorale eenheid Ardennes-Nord binnen het aartsbisdom Reims.

## Het gebouw
In de vroege 18e eeuw werd in Flohimont een kapel gebouwd door Jean Stassin. Deze werd in 1857 volledig herbouwd door de eigenaars van de lokale metaalfabriek, Félix and Edouard Estivant. Het betreft een eenvoudig neogotisch gebouw met drie vensterassen, afgesloten met een driezijdige apsis. De ingang wordt geflankeerd door een trap naar de orgelgalerij en een opbergruimte. De vloeren zijn uitgevoerd in zwart en bruin marmersteen en het verdere interieur is wit bepleisterd. In de kerk bevinden zich enkele beelden, een hoofdaltaar en de ramen zijn gebrandschilderd. Het dak is bedekt met leistein en een kleine klokkentoren staat in het verlengde van de voorgevel op het dak.